# Bichota
"Bichota" é uma canção da cantora colombiana de reggaeton Karol G, lançada como o terceiro single de seu terceiro álbum de estúdio, KG0516. A canção foi escrita por Karol G, Lenny Tavárez, J Quiles, Cristián Salazar e Ovy on the Drums, e a produção ficou por conta por este último. Bichota conseguiu alcançar o número 72 na Billboard Hot 100, além de ter alcançado o 1° lugar na Argentina, na República Dominicana e no Peru.
Existem dois videoclipes para "Bichota", o primeiro, dirigido por Colin Tilley, foi lançado no YouTube em 23 de outubro de 2020 e em março de 2021 tinha pelo menos 683 milhões de visualizações, e o segundo videoclipe foi lançado no Facebook em 12 de novembro de 2020 e atingiu mais de 230 milhões visualizações em fevereiro de 2021.

## Histórico de lançamento
| Região | Data               | Formato                    | Gravadora                              | Ref.  |
| ------ | ------------------ | -------------------------- | -------------------------------------- | ----- |
| Vários | 23 de outubro 2020 | Digital download streaming | Universal Music Latino Universal Music | [ 9 ] |